# Van der Werfpark

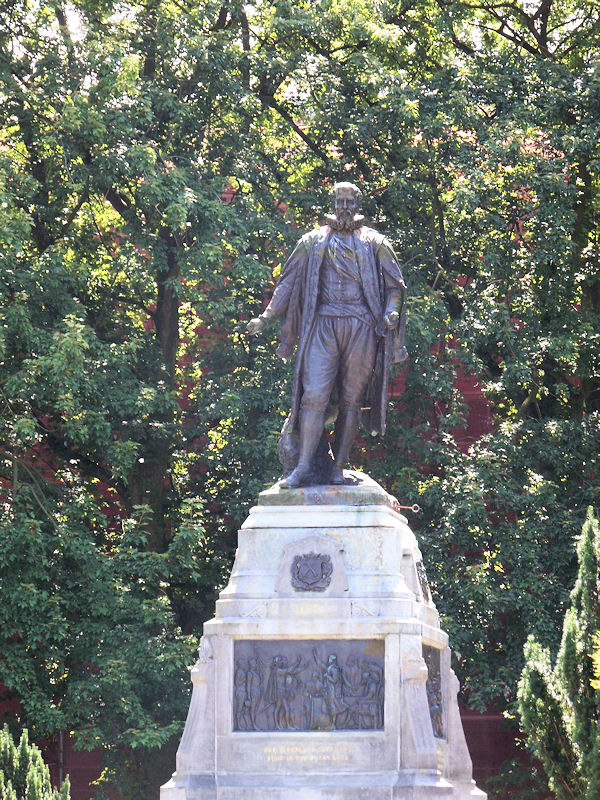
Standbeeld burgemeester Van der Werff

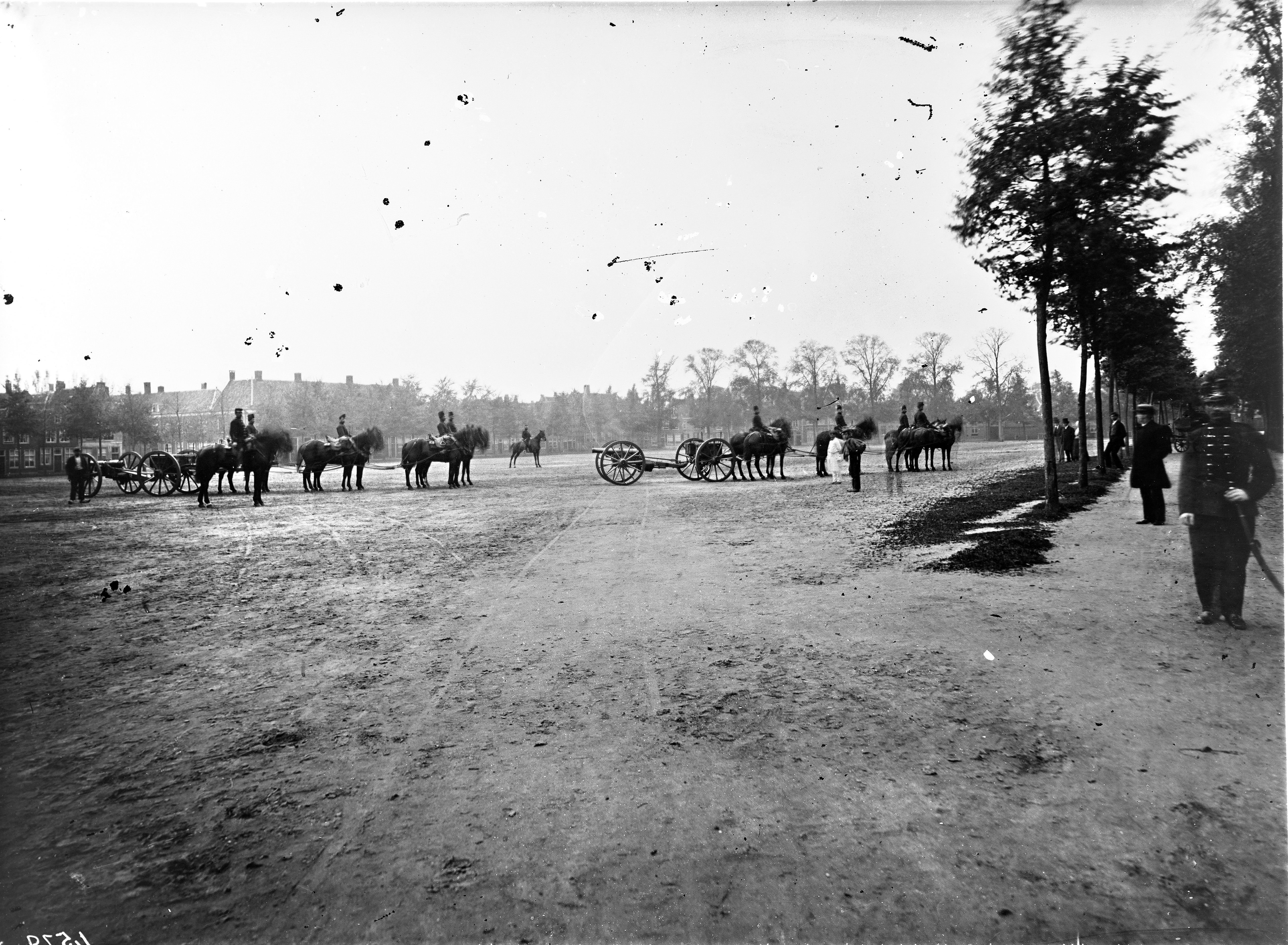
De Grote Ruïne eind negentiende eeuw, in gebruik als exercitieterrein

Het Van der Werfpark is een park of plantsoen in het centrum van de Nederlandse stad Leiden.
Het in 1886 aangelegde park langs het water van het Steenschuur is vernoemd naar Pieter Adriaansz. van der Werff, burgemeester van Leiden ten tijde van het Beleg van Leiden in de Tachtigjarige Oorlog. Zijn standbeeld staat midden in het park.
Het park heeft twee ingangen: aan de Garenmarkt en aan de Doezastraat. Naast de ingang aan de Doezastraat bevindt zich een theehuis met een buitenterras.

## Van ruïne tot park
Het park is aangelegd op de plaats van de "Grote Ruïne" die ontstond na de verwoestende Leidse buskruitramp van 1807. Vanuit het park is de gedenksteen te zien die is ingemetseld in de kade aan de overzijde van het water op de plaats waar het ontplofte kruitschip lag.
Vanaf 1835 zijn er door de landschapsarchitecten J.D. Zocher jr. en J. W. Schaap plannen ontwikkeld om het terrein in te richten als park. Daar bleef het bij tot 1886. Bovendien bleek de open ruimte geschikt voor het organiseren van lustrumfestiviteiten van het Leidse studentencorps en de viering van Leidens Ontzet op 3 oktober.
De gemeenteraad besloot op 3 december 1885 tot aanleg van het park. Het uiteindelijke ontwerp was van de Gemeente-architect Daniël Knuttel en mede-ontwerper Hendrik Copijn, tuinbouw-architect te Groenekan bij Utrecht.

## Standbeeld Van der Werff
In 1874 werd besloten om op de Grote Ruïne een standbeeld op te richten van burgemeester Van der Werff. Het classicistische beeldhouwwerk staat op een vierkant voetstuk midden in het park met aan de voet een mozaïek van planten die samen het wapen van Leiden uitbeelden. Rond het beeld staan verder acht taxussen in een gazon beplant met krokussen. In 1986 zijn deze mozaïekbedden uit 1898 in ere hersteld.
Vier bronzen reliëfs op de zijden van het voetstuk vertellen het verhaal van Leidens Ontzet. Hierboven hangen naast het Leidse wapen ook de wapenschilden van de waterschappen Rijnland, Delfland en Schieland, die onder water werden gezet om Leiden te kunnen ontzetten.